# 蕭惠 (成化進士)
蕭惠（1431年—？），字順成，江西吉安府廬陵縣人，軍籍，明朝官员。進士出身。

## 生平
早年出身國子生，中江西鄉試第二十六名舉人。成化十一年（1475年）乙未科會試第一百二十九名，殿試登進士第三甲第十五名。弘治八年（1495年），任廣西南寧府知府。

## 家族
曾祖蕭會同。祖父蕭仕鑑。父蕭顯迪。